# Rosa Sucher

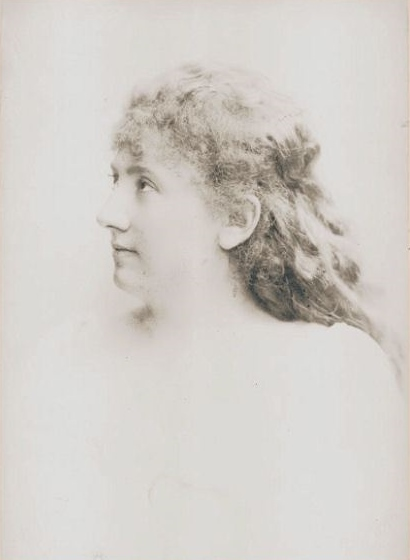
Rosa Sucher

Rosa Sucher (geborene Hasselbeck; 23. Februar 1849 in Velburg – 16. April 1927 in Eschweiler) war eine deutsche Opernsängerin der Stimmlage Sopran. Sie wurde insbesondere durch ihre Wagner- und Weber-Interpretationen bekannt und war die erste Isolde-Darstellerin der Bayreuther Festspiele.

## Leben und Werk
Sucher war die Tochter des Schullehrers und Chorleiters Hasselbeck im oberpfälzischen Velburg, durch den sie ihre erste Ausbildung erhielt. Sie trat bereits früh in Kirchenkonzerten auf. Ab 1871 erfuhr sie – nach dem Tod ihres Vaters – in Freising bei München eine „gründlichere Ausbildung, die ihr das Auftreten auf der Bühne ermöglichte.“ Im selben Jahr sang sie dem Generalintendanten der Münchner Hofoper, Karl von Perfall, vor und wurde sogleich engagiert. Unter ihrem Mädchennamen debütierte sie als Waltraute in Wagners Die Walküre. Sie blieb drei Jahre dort tätig und ließ sich weiterhin von ihrem Bruder Hans Hasselbeck, einem Sänger und Pädagogen, ausbilden. 1874 ging sie ans Stadttheater von Trier, danach ans Stadttheater Königsberg. 1875 debütierte sie an der Berliner Krolloper als Agathe im Weber’schen Freischütz, danach am Stadttheater von Danzig. Es folgte ein Engagement am Opernhaus Leipzig, wo sie unter anderem die Sieglinde in der Walküre übernahm, den Dirigenten und Komponisten Joseph Sucher (1843–1908) kennenlernte und dessen Frau wurde. Leipzig wurde der Sängerin „zur Wiege des Ruhmes“, schrieb Bernhard Vogel in der Gartenlaube. Das Ehepaar Sucher wurde 1878 gemeinsam an das Stadttheater von Hamburg verpflichtet. Rosa Suchers Antrittsrolle in Hamburg war die Elsa in Wagners Lohengrin. Sie sang dort aber auch in Uraufführungen von Heinrich Hofmann, Anton Rubinstein und Charles Villiers Stanford sowie in den deutschen Erstaufführungen von Massenets Hérodiade und von Verdis Othello – in dieser Oper als Desdemona mit Albert Stritt in der Titelpartie.
Während ihrer Hamburger Jahre konnte sich Rosa Sucher als außergewöhnliche Wagner-Sängerin etablieren und zugleich eine internationale Karriere entfalten. 1882 sang sie die Isolde in Hamburg und in London, dort in der englischen Erstaufführung von Tristan und Isolde. Die Isolde, ihre Paraderolle, verkörperte sie später unter anderem auch bei den Bayreuther Festspielen, an der Wiener Hofoper und in der Metropolitan Opera von New York, wo sie laut New York Times für ihre Darstellung stürmisch gefeiert wurde. Während ihres ersten London-Gastspiels im Jahr 1882 sang sie am Drury Lane Theatre auch Elsa (unter der musikalischen Leitung von Hans Richter), Eva, Elisabeth und Senta sowie Webers Euryanthe. Ab 1884 absolvierte sie „glanzvolle Gastspiele“ an der Wiener Hofoper, so Karl-Josef Kutsch und Leo Riemens. In Wien war sie – anlässlich der Jahrhundertfeier 1886 zu Ehren des Komponisten – in drei Rollen von Carl Maria von Weber zu sehen und zu hören, als Agathe, Euryanthe und Rezia. Des Weiteren übernahm sie in Wien auch die Selica in der Afrikanerin, einer Oper des von Wagner aus antisemitischen Gründen so heftig bekämpften Giacomo Meyerbeer.

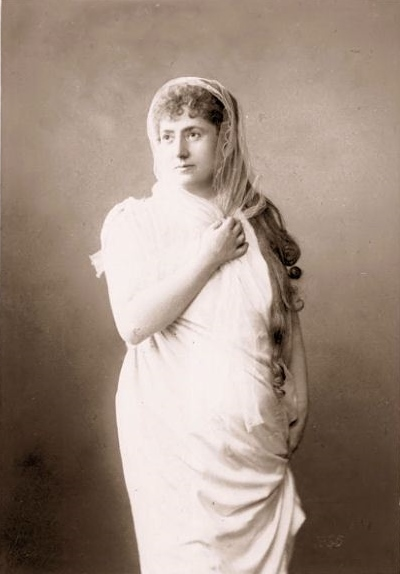
Rosa Sucher als Isolde

1886 debütierte die Sängerin bei den Bayreuther Festspielen als Isolde und als Kundry. 1888 übernahm sie dort die Eva in den Meistersingern von Nürnberg, 1889 wieder die Kundry. In den Festspielsommern 1891 und 1892 sang sie erneut die Isolde und zusätzlich die Venus im Tannhäuser.
Besondere Gastspielerfolge an der Berliner Hofoper im Jahr 1888 – als Leonore und als Brünnhilde in der Götterdämmerung – führten zu ihrem Engagement als Ensemblemitglied an diesem Haus ab 1889. Auch ihr Ehemann wechselte von Hamburg nach Berlin. Parallel dazu setzte die Sängerin ihre Gastiertätigkeit ungemindert fort. 1891 sang sie am Städtischen Opernhaus in Frankfurt am Main und an der Zürcher Oper, 1892 am Royal Opera House Covent Garden in London. Dort war sie als Isolde engagiert – und als Brünnhilde im Ring des Nibelungen, dirigiert von Gustav Mahler. 1893 gastierte sie an der Münchner Hofoper, 1895 nahm sie an einer Tournee der Damrosch Opera Company durch Nordamerika teil, 1896 trat sie am Théâtre de la Monnaie in Brüssel auf und kehrte als Sieglinde nach Bayreuth zurück. 1897 übernahm sie in der niederländischen Erstaufführung der Götterdämmerung beim Amsterdamer Wagner-Verein die Brünnhilde. 1898 gastierte sie an der Hofoper von Dresden, 1899 erneut in Amsterdam, 1899 und 1902 am Deutschen Theater in Prag. 1903 verabschiedete sie sich in Berlin von der Opernbühne – mit einer Wagner-Partie, der Sieglinde in der Walküre.
Nach dem Tod ihres Ehemanns ließ sie sich 1908 in Wien nieder, wo sie als Gesanglehrerin wirkte. 1914 veröffentlichte sie ihre Autobiografie. Ihren Lebensabend verbrachte sie, angewiesen auf die Unterstützung eines ihr wohlgesinnten Hoteliers, vollständig gelähmt und verarmt in Eschweiler, wo sie am 1927 verstarb. Sie überlebte ihren Ehemann um nahezu zwanzig Jahre. Bestattet wurde sie neben ihm auf dem St.-Hedwig-Friedhof an der Liesenstraße in Berlin-Mitte. Beide Gräber bestehen nicht mehr.

## Rang
Laut Kutsch/Riemens zählte Sucher „zu den großen dramatischen und Wagner-Sopranistinnen ihrer Generation“.
Bernhard Vogel charakterisiert ihre Darstellung der Brünnhilde wie folgt: „Sie verkörpert so herrlich die Heldenjungfrau, sie prägt so klar den Walkürencharakter aus, ohne jemals die Grenzen des Schönen zu verletzen, und schmettert so hell den Hojotohoruf in die Welt, schwingt so kraftvoll den Speer; ein herzerfreuender Anblick, bei dem man sofort begreift, warum gerade Brunhild der Liebling Wotans geworden ist.“

## Rollen (Auswahl)

### Uraufführungen
- 1878: Ännchen von Tharau von Heinrich Hofmann, Text von Roderich Fels – Stadttheater Hamburg
- 1879: Nero von Anton Rubinstein, Libretto von Jules Barbier – Stadttheater Hamburg, als Chryssa
- 1884: Savonarola von Charles Villiers Stanford – Stadttheater Hamburg
- 1891: König Hiarne von Ingeborg von Bronsart – Hofoper Berlin

### Repertoire
| Beethoven: - Leonore im Fidelio Gluck: - Titelpartie in Armida Meyerbeer: - Selica in Die Afrikanerin Verdi: - Desdemona in Otello | Wagner: - Senta in Der fliegende Holländer - Elisabeth und Venus im Tannhäuser - Elsa in Lohengrin - Isolde in Tristan und Isolde - Eva in Die Meistersinger von Nürnberg - Sieglinde und Brünnhilde in Die Walküre - Brünnhilde in Siegfried - Brünnhilde in Götterdämmerung - Kundry in Parsifal | Weber: - Agathe in Der Freischütz - Titelpartie in Euryanthe - Rezia in Oberon |

### Rollenbilder

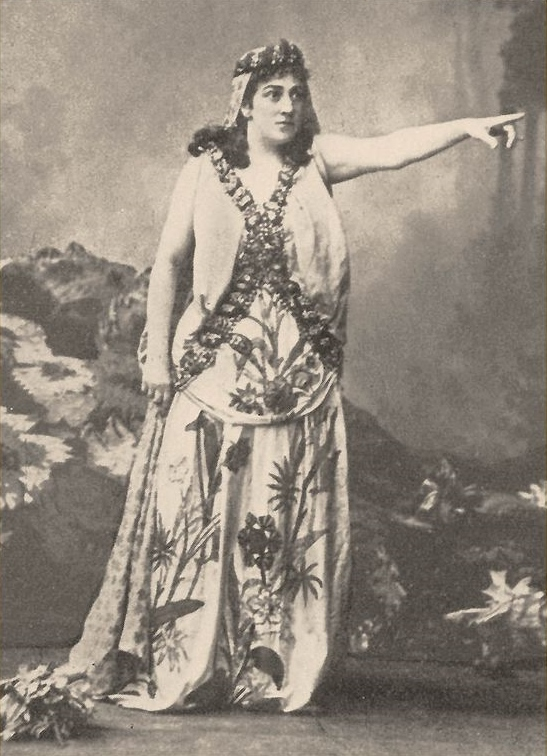
Kundry in Bayreuth
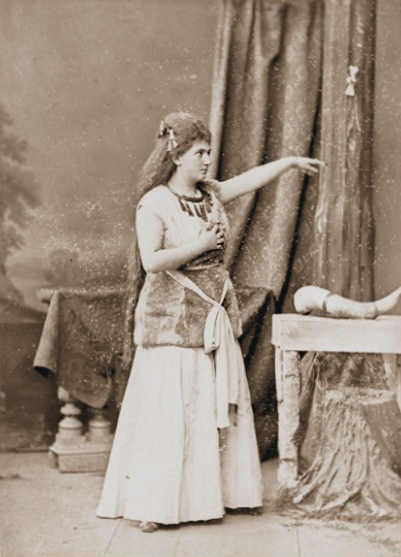
Sieglinde in Bayreuth

## Autobiografie
- Rosa Sucher: Mein Leben, 1914